# 海利根貝爾口袋
海利根貝爾口袋（德語：Kessel von Heiligenbeil）是第二次世界大战最后几周东线发生的主要包围战。在这场战役中，德国国防军第4集团军在苏联布劳恩斯贝格进攻行动（1945年3月13日至22日）中几乎被完全摧毁。该口袋位于德国东部东普鲁士的海利根贝尔（现加里宁格勒州马莫诺沃）附近，这场战斗是苏联对东普鲁士地区进攻的一部分，这场攻势从1945年1月26日持续到3月29日。

## 歷史

### 进攻东普鲁士
红军的东普鲁士行动于1945年1月13日开始，目的是集中德军在东普鲁士的大量防御工事并切断省会柯尼斯堡。苏军遭到德国中央集团军群的抵抗，其中包括弗里德里希·霍斯巴赫将军指挥的第4集团军。虽然白俄罗斯第3方面军最初遇到了强大的抵抗，但寡不敌众的德军很快就开始出现严重的弹药短缺。中央集团军群司令格奥尔格-汉斯·莱因哈特上将早在1月19日就警告局势的严重性，但未获准分阶段撤军。

### 口袋形成
为了使他的部队免受包围，霍斯巴赫开始直接违反命令将第4集团军撤回西部，于1月23日放弃了勒岑周围准备好的防御工事。这时罗科索夫斯基的第2白俄罗斯方面军已经在霍斯巴赫的右翼突破；苏联第5近卫坦克集团军向波罗的海沿岸进发，切断了东普鲁士的大部分地区。通过一系列在严冬天气中的强行军，在数千名平民的陪同下，第4集团军向仍由德国第2集团军控制的埃尔宾进发，但发现其路径被东边的苏军第48集团军阻挡镇。
1月26日夜间开始的进攻最初导致第28猎兵师的先头部队突破至埃尔宾，在那里他们与第7装甲师会合；然而在第48集团军重新集结后的四天内，德军被击退。霍斯巴赫的部队现在发现自己背对着海岸被推入了口袋。
霍斯巴赫于1月29日被解除指挥职务，由弗里德里希-威廉·穆勒将军接任。他的三个军团在1月30日接到命令停止他们的突围尝试。他们与第二集团军的一些部队一起，发现自己被包围在海利根贝尔和布劳恩斯贝格地区；许多和他们一起被困的平民试图越过结冰的哈夫河逃到弗里舍尼赫龙，然后从那里逃到皮劳或但泽，第4集团军的工程师们在冰面上建造了以灯为标志的加固路径。

### 平民突围
由于纳粹实际上禁止东普鲁士的平民撤离，当红军于1945年1月12日发动袭击时，平民开始大规模向西逃往波罗的海沿岸。许多人被苏联军队和严寒杀死。在海岸、特别是在皮劳港，德国海军设法疏散了波罗的海上空的数万平民，并鼓励了陆地上的激烈抵抗，因为红军进攻的每一次迟滞都意味着更多的老人、妇女和孩子们得以撤离。
红军试图在2月初突破德军防线遭到反击，第4集团军得到德国巡洋舰舍尔海军上将号和吕措号的重炮支援，从波罗的海越过哈夫河进入包围圈的弗劳恩堡一端。弗劳恩堡本身于2月9日在第170步兵师的激烈战斗中被占领。在苏军的一次进攻中，白俄罗斯第3方面军的指挥官伊万·切尔尼亚霍夫斯基将军在梅尔萨克附近被炮弹碎片击中身亡。他的继任者亚历山大·华西列夫斯基元帅，在有效地遏制了集团军群的残余力量后，在接下来的一个月里集中精力集结增援部队。在卡尔·亨克少将的监督下，德国人继续尝试沿弗里舍内赫龙补给和疏散伤员，通常在夜间进行，以避免空袭。通过驻军和大德意志装甲掷弹兵师的共同努力，还维持了一条通往被围困的柯尼斯堡驻军的狭长走廊，以抵御第11近卫军的进攻。
德军在东普鲁士虽然没有现实的胜利希望，严重缺乏人力、弹药和燃料，但他们继续顽强抵抗，在东普鲁士战役中给红军造成了极高的伤亡（584,788+）临时战斗群经常得到平民的支持，这些平民被迫加入了人民冲锋队，除了以海尔斯堡为中心的坚固防御工事外，普鲁士的村庄和城镇已变成坚固的据点。战斗被延长是为了保持平民逃生路线畅通，并且因为撤离第4集团军主力的请求被德国最高司令部拒绝。
然而对于海利根貝爾集中营以及该地区其他营地的剩余囚犯来说，苏联的袭击来得太晚了。就在霍斯巴赫的军队试图冲出东普鲁士时，囚犯们被赶到帕姆尼克的海岸，并被命令前往波罗的海自杀。

### 歼灭第4集团军
在3月13日至3月29日的一次行动中，口袋终于被粉碎，苏军的正式名称为布劳恩斯贝格进攻行动，为对柯尼斯堡的最后进攻做准备，
红军迅速采取行动切断口袋和柯尼斯堡之间的交通，他们的部队于3月15日到达距城市约5英里的海岸线。在3月17日至18日夜间的一次夜袭中，被迫渡过弗里兴河，进一步从东部卷起德国对口袋的防御。3月18日天气晴朗，允许对第4集团军阵地进行密集的空中轰炸。
由于大部分通讯被切断，留在口袋里的德军现在面临死亡或被俘。一些“精锐”部队，如第2赫尔曼·戈林空降装甲掷弹兵师和第24装甲师，从海上撤离，但其他部队则逐渐被切断，分散在海岸上的一系列小口袋中，在某些情况下，实际上是深入到沿海堤岸或海滩。战俘报告表明，许多德国部队现在的兵力严重不足，例如，第50步兵师只能部署一个不完整的团。
苏联人终于在3月20日占领了布劳恩斯贝格。3月22日，覆盖罗森伯格小港的海利根貝爾遭到磷弹袭击，并于3月25日成功袭击，该镇几乎完全被毁。罗森堡本身于3月26日被占领，第4集团军的残余部队撤退到Kahlholzer Haken半岛，那里的周边由“大德国”装甲军团和第28猎兵师的部队守卫。最后一次撤离发生在3月29日上午，从Kahlholz和Balga撤离，第562人民掷弹兵师的残余部队被摧毁，组成后卫（其指挥官赫尔穆特·胡芬巴赫（Helmuth Hufenbach）在死后晋升为少将）。苏联消息人士称，在行动中有93,000名敌人死亡，46,448人被俘；德国消息人士称，口袋中的许多部队已成功撤离到弗里舍内赫龙。考虑到战争现阶段的混乱局面，准确的数字不太可能确定，许多士兵只是消失了。第4集团军的更多成员继续在皮劳周围抵抗，后来又在弗里舍尼赫龙附近抵抗直到5月。
第4军的档案被埋在海利根貝爾镇（现在称为俄罗斯马莫诺沃）附近的森林中，该地区仍然散落着最后战斗的碎片。

## 戰鬥序列

### 德國國防軍
- 第6军（霍斯特·格罗斯曼将军）
  - 第102步兵师
  - 第24装甲师
  - 第349人民掷弹兵师
- 第10军
  - 第131步兵师
  - 第61人民掷弹兵师
  - 第21步兵师
  - 第14步兵师
  - 第292步兵师
  - 第56步兵师
- 第41装甲军
  - 第170步兵师
  - 赫尔曼·戈林第2伞降装甲掷弹兵师
  - “大德意志”装甲掷弹兵师
  - 第28猎兵师
  - 第562人民掷弹兵师
  - 第50步兵师